# Wapen van Ooststellingwerf

Wapen van de gemeente Ooststellingwerf

Het wapen van Ooststellingwerf werd op 25 maart 1818 aan de gemeente Ooststellingwerf toegekend. Sindsdien is het wapen niet veranderd.

## Geschiedenis
Het wapen van Ooststellingwerf is afgeleid van een oude zegel van het gebied Stellingwerf. Dat gebied omvat de huidige gemeentes Oost- en Weststellingwerf. Dit gebied scheidde zicht in de 14e eeuw af van Drenthe, dat onder het gezag van de bisschop van Utrecht stond. Het oudste bekende zegel stamt uit 1350, het vertoont een niet te definiëren dier met staart de tussen de poten. Voor het beest staat een cirkel met daarin een vijfpuntige ster. Begin 16e eeuw werd het gebied door Friesland ingelijfd. Stellingwerf werd in twee grietenijen opgesplitst: Stellingwerf Oosteinde en Stellingwerf Westeinde.
Het huidige Ooststellingwerf neemt in die tijd het zegel op als wapen. Nog altijd is niet te zien wat voor dier het is. In 1622 heeft het dier de vorm van een griffioen. Op dat moment is het veld blauw van kleur, de griffioen en bal zijn goudkleurig. De ster is op dat moment zwart. De kleuren en de vorm van de ster veranderen nog meermalen. In de 18e eeuw blijven de kleuren op zilver en rood staan, het aantal punten van de ster blijft tot 1817 variëren, dat jaar vraagt de gemeente het wapen met een ster van vijf punten aan.
In 1962 vraagt de gemeente een verbeterd wapen aan, de omschrijving is duidelijker gemaakt. De Hoge Raad van Adel is van mening dat de aanpassingen te klein zijn om een geheel nieuw wapen te verlenen. Daarom wordt alleen het wapendiploma vernieuwd, dit nieuwe diploma wordt op 10 juli 1962 verleend.
In 1980 vond de Fryske Rie foar Heraldyk dat de vormgeving van de griffioen niet klopte. Zo staat de griffioen niet op een grasgrond, wat wel zou moeten (op de tekening in het wapenregister staat de griffioen wel op een grasgrond). Ook de vorm van de kroon was een doorn in het oog van de Fryske Rie foar Heraldyk. De kroon had niet de vorm van een grietenijkroon: twee bladeren en twee keer drie parels. De tekening in het register van de Hoge Raad van Adel heeft namelijk twee keer een parel, tussen drie bladeren. Er is nooit een nieuw wapen aangevraagd, dus hoe de Hoge Raad van Adel tegen de wijzigingen aan kijkt of zou kijken is niet bekend. Overigens was en is niet iedereen het met de mening van de Fryske Rie foar Heraldyk eens: het bestaan van een "grietenijkroon" wordt betwist; het kan ook om een variant op de gravenkroon gaan, die ook elders voorkomt.

## Blazoen
De officiële omschrijving van het wapen van de gemeente Ooststellingwerf luidt als volgt:
Van zilver, beladen met een griffioen van keel, gekeerd naar de linkerzijde van het schild, hebbende tusschen de voor en achter pooten een roode bal, beladen met een gulde star.
Het schild is zilver van kleur met daarop een rode griffioen. Deze staat naar de linker kant van het schild, voor de kijker rechts, en staat over een eveneens rode bal met daarop een gouden ster. De griffioen staat op een groene ondergrond. Het schild wordt gedekt door een gouden kroon van drie bladeren met daartussen twee parels. Op de tekening bij de Hoge Raad van Adel staat ook een groene grasgrond getekend.

## Vergelijkbaar wapen

Het wapen van Weststellingwerf

Achtkarspelen · Ameland · Dantumadeel · De Friese Meren · Harlingen · Heerenveen ·Leeuwarden ·  Noardeast-Fryslân · Ooststellingwerf · Opsterland · Schiermonnikoog · Smallingerland · Súdwest-Fryslân · Terschelling · Tietjerksteradeel · Vlieland · Waadhoeke · Weststellingwerf